# 迪姆施泰因
迪姆施泰因是德国莱茵兰-普法尔茨州的一个市镇。总面积14.67平方公里，总人口2983人，其中男性1457人，女性1526人（2011年12月31日），人口密度203人/平方公里。